# Acer ornatum
Acer ornatum é uma espécie de árvore do gênero Acer, pertencente à família Aceraceae.